# 吉村元久
吉村 元久（よしむら もとひさ、1964年4月9日）は、日本の実業家。ヨシムラ・フード・ホールディングス創業者。同社代表取締役CEOとして食品メーカーのM&Aなどを行い、楽陽食品取締役、とかち麺工房監査役等も務める。

## 人物・経歴
北海道函館市出身。1983年北海道札幌南高等学校卒業。1988年一橋大学商学部卒業、大和証券入社。大学では金融論を専攻し卒業論文｢期待と投機の経済分析｣は電通総研に50万円で売却した。1994年ペンシルヴェニア大学ウォートン・スクール修了、経営学修士（MBA）。
大和証券資産証券部課長代理として債権流動化スキーム開発に従事するなどしたのち、1997年からモルガン・スタンレー証券事業法人部エグゼクティブ・ディレクターとしてコーポレート・ファイナンス業務に従事。
2006年エルパートナーズ（現ヨシムラ・フード・ホールディングス）設立、代表取締役就任。2008年白石興産取締役、とかち麺工房監査役、ミズホ取締役、楽陽食品取締役。M&Aにより中小食品メーカーの買収などを進め、売却のための買収ではなくシナジー効果による成長という手法をとり、2017年には東京証券取引所一部上場を果たした。